# Koszorús Ferenc
Koszorús Ferenc (Debrecen, 1899. február 3. – Arlington, Virginia, 1974. március 8.)  magyar katona. Legismertebb haditette az ún. „csendőrpuccs” megakadályozása 1944. július 6-án, mely lehetővé tette a budapesti zsidóság deportálásának leállítását. 1991. március 15-én Göncz Árpád köztársasági elnök posztumusz vezérezredessé léptette elő.

## Életrajza
Erdélyi református magyar katonacsaládba született. Édesapja Koszorús Ferenc (1857–1938) alezredes, édesanyja, Tóth Katalin, Tóth Gábor református esperes leánya volt. Apai nagyapja, Koszorús Lajos (1823–1910) ügyvéd, Debrecen város törvényhatósági bizottság tagja volt, neje Kiss Juliánna (1837–1924). Családja mentalitására fölöttébb jellemző, hogy 1848-tól kezdve nem használták a szilágysámsoni, ököritói és mocsolai előneveket. Öccse Koszorús Gábor (1901–1942) őrnagy volt.
A hadiakadémia elvégzése után 1929-ben Nyíregyházán már a lovasdandár vezérkari tisztje lett. 1937-től vezérkari őrnagyként lovashadosztály vezérkari főnök, a lovassági és gyorsfegyvernem szemlélőjének a vezérkari tisztje lett. 1940-41-ben a Ludovika Akadémia tanulmányi csoportvezetője és pk-helyettese.

### A II. világháborúban, a csatatereken betöltött szolgálati beosztásai
- 1941-ben a gyorshadtest parancsnokság hadműveleti osztályvezetője lett júliustól októberig.
- 1942. júliusától októberig páncélos hadosztály vk. főnöke a Don mellett (Korotojak, Uriv hídfőcsaták).
- 1942. novembertől 1944. júliusig az I. páncélos hadtest vezérkari főnöke. Két új pc. hadosztály felállítását, annak kiképzését látja el.
- 1944. július 5-6: Baky László által szervezett csendőrpuccs meghiúsítása, amelynek célja Horthy Miklós megbuktatása, eredménye pedig 250 ezer magyar-zsidó polgár megmentése volt (lásd Budapesten a Dohány utcai zsinagógával átellenben lévő emléktáblát).
- 1944. július közepétől a tábori 1. páncélos hadosztály parancsnoka a 3. magyar hadseregben.
- 1944. szeptember 13. Arad elfoglalása.

### A II. világháború után
1945 tavaszán Németország területén amerikai hadifogságba esett. 1946 áprilisában szabadult. 1947–1951 között a menekült Magyar Református Egyház konzisztóriumának választott világi elnöke lett, raktári munkás az IRO-nál, majd 1951 februárjától USA-ban élt, kötelező kétkezi munkás, földmérő mérnök, műszaki rajzoló, majd geodéziai államvizsgázott geodéta.
1974. március 8-án hunyt el a virginiai Arlingtonban.

## A csendőrpuccs

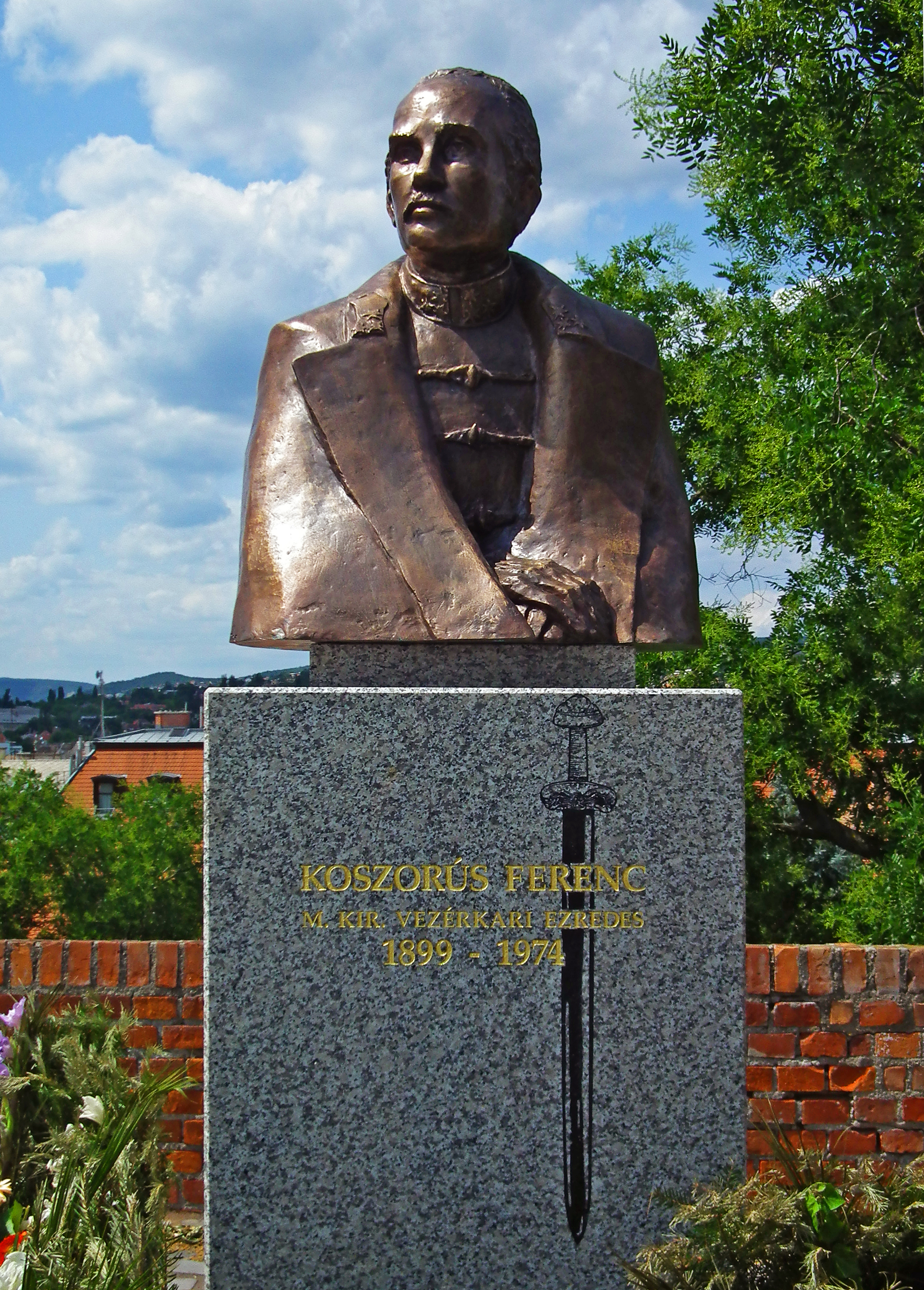
Koszorús Ferenc szobra a budai várban, az esztergomi rondellán

### A zsidóság helyzete Magyarországon 1944-ig
1944-ig Magyarországon a zsidóságot érintő nagyobb pogromokra illetve deportálási akciókra nem került sor – szemben Romániával, Jugoszláviával, Szlovákiával. Ettől függetlenül azonban a magyar zsidóság is számos atrocitásnak volt kitéve: rendszeres egyetemi zsidóverésekre került sor, 1941 nyarán tömeges deportálások voltak Kamenyec-Podolszkijba. A délvidéki „hideg napok”-nak kifejezetten pogromjellege volt, amit az is bizonyít, hogy az áldozatok 30%-a volt zsidó.  Kisebb pogromokra a háború alatt Magyarországon is sor került (Munkácson, Nagykárolyban és Máramarosszigeten). Romániában, Jugoszláviában és Szlovákiában a deportálások már 1942-ben megkezdődtek, ezért onnan zsidó menekültek nagy számban jöttek át Magyarországra. 1943 őszén az országban becslések szerint 15–20 000 zsidó menekült tartózkodott. A háború idején ennél jóval többen találtak itt rövid ideig menedéket, sokan közülük kivándoroltak.
A német megszállást követően azonban Magyarországon is megkezdődött a zsidók gettókba gyűjtése, kötelezték őket a sárga csillag viselésére, végül pedig május közepén a magyar adminisztráció megkezdte a deportálásokat – ebben német végrehajtók nem vettek részt. 1944 júliusáig 445 ezer polgárt deportáltak, közülük 437 402 személyt Auschwitz-Birkenauba. A kormány semmilyen dokumentációt nem kért a deportáltakról.

### A csendőrpuccs megakadályozása
A normandiai partraszállás, az erősödő külföldi nyomás, valamint az ekkor már általa is ismert Auschwitz-jegyzőkönyv hatására Horthy elszánta magát a zsidó deportálások leállítására. Ennek keretében egyfelől le akarta váltani a deportálásokat szervező Baky László és Endre László belügyi államtitkárokat másfelől pedig a koronatanácson 1944. június 26-án javasolta a transzportok leállítását. Maga Horthy úgy vélekedett, hogy az említett nyilas államtitkárok egy fővárosi szemle ürügyén Budapestre vezényelt csendőralakulatokkal és a németek támogatásával meg fogják kísérelni az ő leváltását és a zsidók további deportálását. Emlékirataiban így ír ezekről: “Összefogásukra és eltávolításukra Baky és Endre, a két belügyi államtitkár rajtaütésszerű akciót tervezett. Erre a hírre az Esztergom mellett állomásozó páncéloshadosztályt Budapestre rendeltem, és a budapesti csendőrség parancsnokát utasítottam, hogy ha kell, erőszakkal akadályozza meg a zsidók elszállítását…. Hogy a Budapesten lévő zsidóságot ez a közbelépésem mentette meg, hivatalosan tanúsítja a magyar zsidóbizottság nyilatkozata, amelyet tagjai, Stern Samu, Pető Endre dr. és Wilhelm Károly dr. 1946. febr. 3-án állítottak ki.”

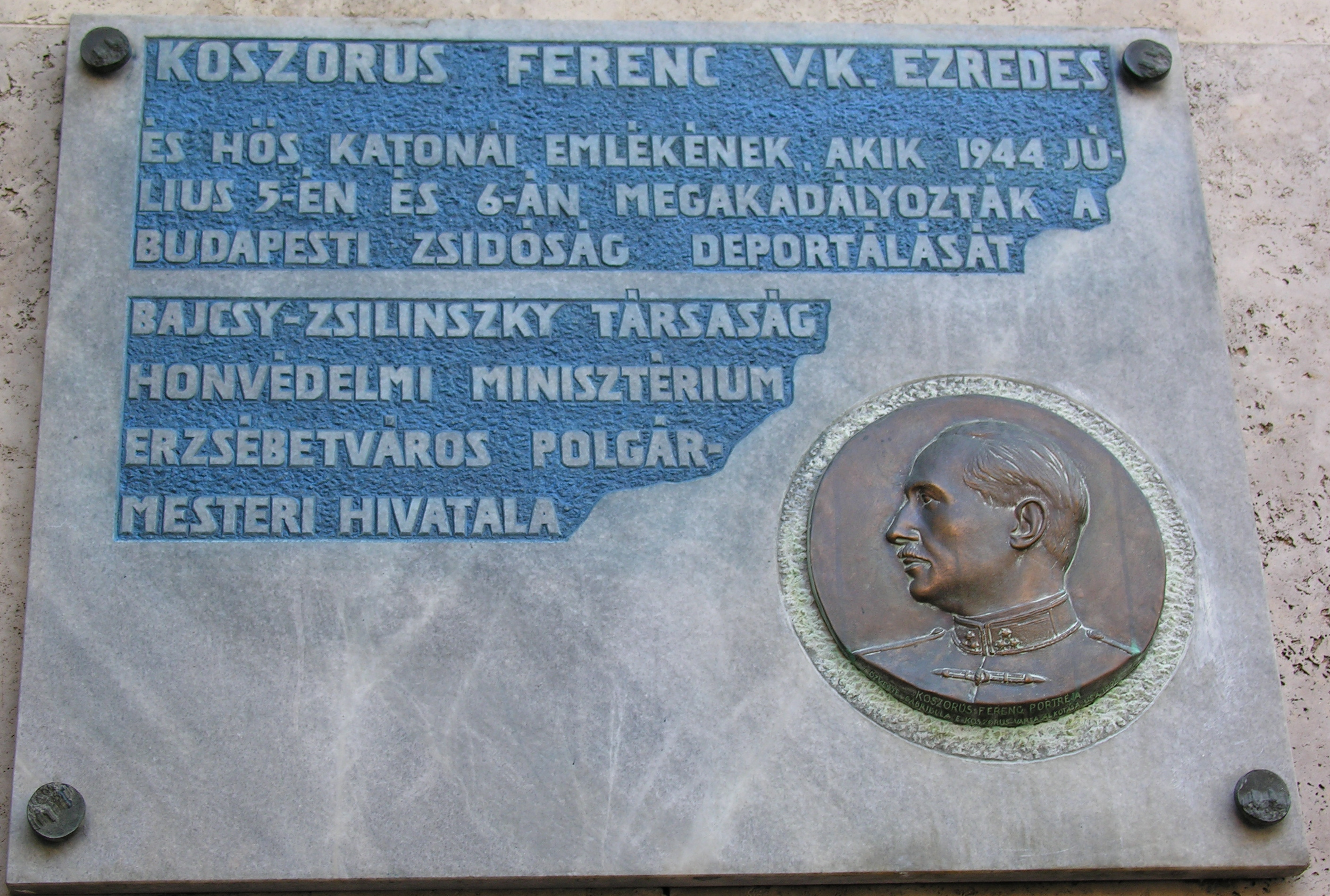
Emléktáblája Budapesten

Koszorús Ferenc visszaemlékezése szerint 1944. július 2-án találkozott Lázár Károly altábornaggyal, értesült Bakyék tervezett hatalomátvételéről és zsidóság tervezett deportálásáról, akik ekkor még nem voltak gettósítva, hanem a városban szétszórtan éltek, úgynevezett csillagos házakban, és felajánlotta páncélosai bevetését a puccs meghiúsítására, ha a kormányzó erre parancsot ad. Ezt a verziót azonban senki más visszaemlékezése sem támasztja alá. Sem Lázár Károly, sem segédtisztje Bangha Ernő nem említi hogy Koszorús öntevékeny lett volna és Horthy visszaemlékezései sem tartalmaznak erre utalást. Másnap, július 3-án megkapta Horthy parancsát a felkészülésre, 5-én késő este egy testőrtiszt autón felvitte a Várba. A kormányzó elfogadta Koszorús tervét és parancsot adott annak a másnapi végrehajtására. Július 6-án hajnalban páncélosaival és a felderítő zászlóaljjal Óbuda magasságában a városba vezető összes utat lezáratta és 7 órakor tiszti járőrt küldött Bakyhoz. Legfelsőbb utasításra hivatkozva felszólította, hogy „csendőr zászlóaljaitól” 24 órán belül ürítse ki Budapestet. Aznap délután 4 órakor a budapesti I. (területi) hadtest parancsnok felkereste a törzsszállásán, kijelentve, hogy a Baky puccs csak felfújt dolog: vonultassa be csapatait a helyőrségükbe. Koszorús jelentette, hogy Baky csendőrei még nem hagyták el a várost, ezért megtagadta a csapatai bevonultatását. Gyanította, hogy a hadtestparancsnok a meglepett német megszállók utasítására akarta bevonultatni a páncélosait. Az I. Hadtest parancsnoka ellenvetés nélkül visszatért Budapestre. Másnap, 7-én Baky megkezdte a kiürítést és 8-án délig be is fejezte. Július 9-én Koszorús bevonultatta csapatait a körletükbe. Koszorús Ferenc tehát vérontás, sőt puskalövés nélkül érte el célját.
Koszorúst a budapesti zsidóság egyik megmentőjének tartják. 2014-ben Hende Csaba honvédelmi miniszter Hazáért Érdemjellel tünteti ki tetteiért, melyet fiának, ifj. Koszorús Ferencnek ad át.
Az ellenkező állásponton lévő történészek úgy vélik, hogy a köztudatban élő kép leegyszerűsítő és hamis. Karsai László és Ungváry Krisztián arra hívják fel a figyelmet, hogy az események fenti beállítása azt a valótlan benyomást kelti, hogy Magyarországon 1944. március 19-ig a zsidóság helyzete jó volt, Horthy nem tudott semmiről és csak a német megszálló csapatoktól való félelem nyomán születő közigazgatási túlbuzgóság okozta a zsidók pusztulását. Munkáikban a Holokausztban játszott magyar felelősség egyes elemeire hívják föl a figyelmet: kiemelik, hogy Horthy tudott a megsemmisítésről, cáfolják, hogy a zsidóságnak jó körülményei lettek volna Magyarországon a német megszállás előtt. A csendőrpuccs kapcsán kiemelik, hogy a deportálásokat a magyar adminisztráció kívánta végrehajtani, mivel a katonai erőket nem a német, hanem a magyar csapatokkal szemben kellett felvonultatni. Ezen túlmenően hangsúlyozzák, hogy Franciaországban, Szlovákiában, Romániában vagy Bulgáriában a kormányzó körök szintén meg tudták akadályozni a zsidók jelentős részének deportálását. Ráadásul Koszorús akciója nem akadályozta meg teljesen a zsidók deportálását: azok Budapest környékéről egészen július 8-ig folytatódtak, vidéken pedig még július 24-én is sor került deportáló akciókra.

### Megítélése csendőrpuccsról és Horthy Miklósról

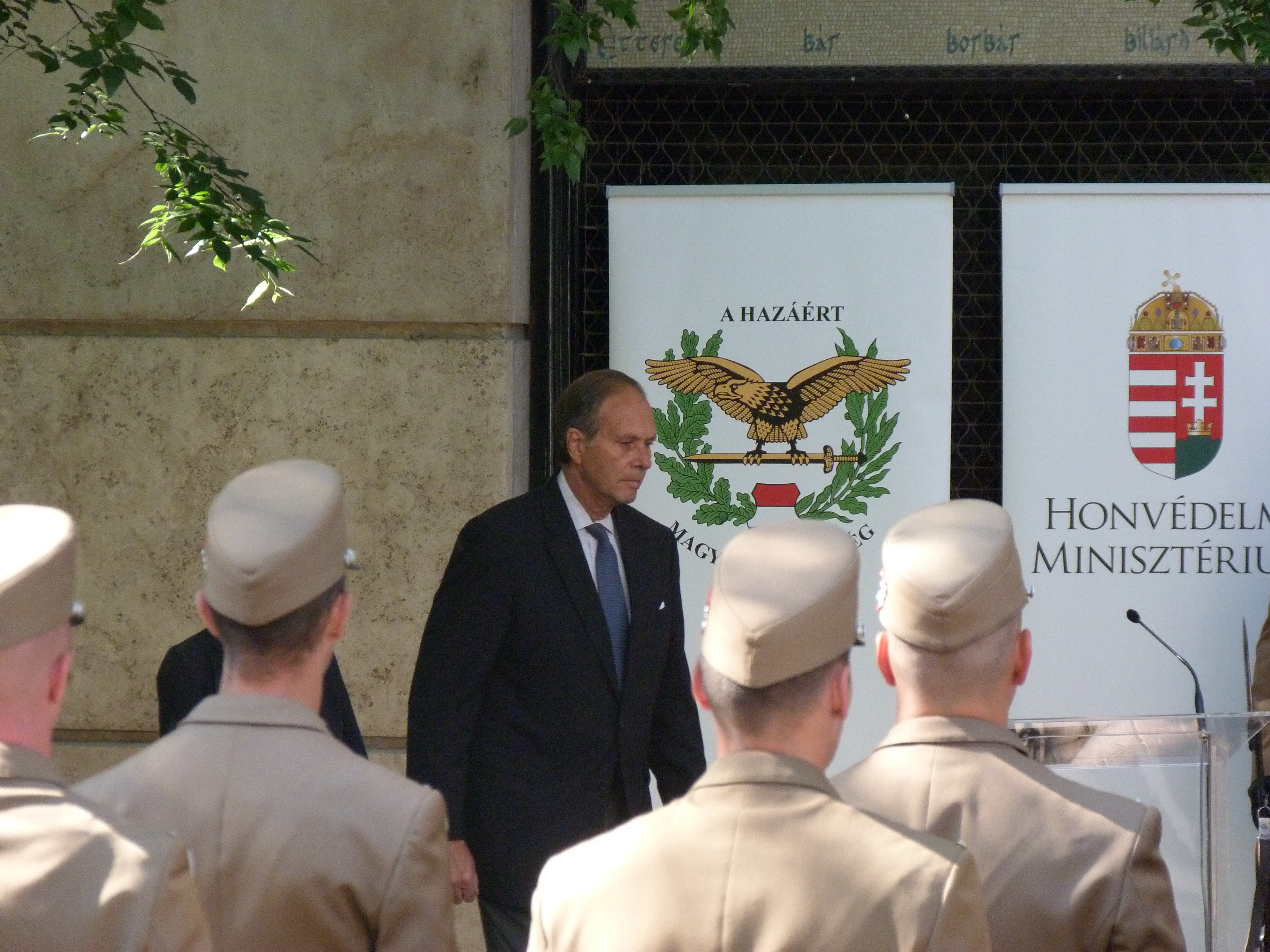
Koszorús Ferenc vezérkari ezredes emléktáblájának megkoszorúzása 2014. július 4-én

Koszorús  szerint a kormányzó és a magyar katonák akciója volt az egyetlen eset a Hitler által megszállt Európában, ahol egy Németországgal szövetséges ország reguláris hadseregét arra használták fel, hogy megmentsék a zsidókat. Koszorús Ferenc Horthy kormányzó iránt, esküje szellemében, feltétlen hűséggel és engedelmességgel viseltetik. Így jellemzi a legfelsőbb hadurát írásaiban:
Horthy Miklós barát és ellenség által abszolút korrektnek ismert személye minden lépésével, teljes önzetlenséggel csak Magyarország ügyét akarta szolgálni. Mint messze kimagasló világítótorony tündöklik e sötét magyar éjszakában. Tévedett ő is, hiszen ember volt. De tévedései mind jóhiszeműek voltak, és szándékosan sohasem keresztezték az ország érdekeit. Önmagából, e feddhetetlen belső énből kiindulva elképzelni sem tudta, hogy a honvéd egyenruhát viselők közt olyan jellemtelen törtetők is akadjanak, mint akik nyakára nőttek mind Magyarországnak, mind neki. Ez volt a legnagyobb tévedése.